# Stokke
Stokke este o comună din provincia Vestfold, Norvegia.
Are o suprafață de 118 km². Populația este de 11.657 locuitori, determinată în 1 ianuarie 2016, prin estimare[*].